# Institut de recherche mathématique avancée
Pour les articles homonymes, voir IRMA.
L'Institut de recherche mathématique avancée (IRMA) est un laboratoire de mathématiques situé à Strasbourg.

## Historique
L'IRMA est l'institut de recherche en mathématiques de l'université de Strasbourg, dont les origines remontent au XVIe siècle. L'IRMA a accueilli des mathématiciens de renom comme Heinrich Weber, Maurice Fréchet, André Weil, Charles Ehresmann, Henri Cartan, André Lichnérowicz, le médaillé Fields René Thom, Bernard Malgrange, Jean-Louis Koszul, Georges Reeb, Pierre Cartier, Claude Godbillon et Paul-André Meyer. Il fut, en 1966, le premier laboratoire associé au CNRS. Il est devenu une UMR en 1997. Le laboratoire emploie en 2019 environ 90 chercheurs et enseignants-chercheurs, 50 doctorants. L'IRMA se divise en sept équipes de recherches :
- Algèbre, Topologie, Groupes Quantiques, Représentations ;
- Analyse ;
- Arithmétique et Géométrie Algébrique ;
- Géométrie ;
- Modélisation et Contrôle ;
- Probabilités ;
- Statistiques.

## Bibliothèque
L'IRMA est également réputé pour sa bibliothèque, tant pour ses ouvrages et périodiques récents que pour son fonds important d'ouvrages anciens. Elle comporte plus de 40 000 ouvrages.